# Колдуэлл, Скотт
Скотт Ко́лдуэлл (англ. Scott Caldwell; 15 марта 1991, Уэймут, Массачусетс, США) — американский футболист, опорный полузащитник.

## Биография

### Молодёжная карьера
Колдуэлл был капитаном команды до 18 лет «Нью-Инглэнд Революшн» в сезоне 2008/09.
Во время обучения в Акронском университете в 2009—2012 годах Колдуэлл играл за университетскую футбольную команду в Национальной ассоциации студенческого спорта. В сезоне 2010 года помог «Акрон Зипс» выиграть национальный титул: в финале Кубка колледжей против «Луисвилл Кардиналс», команды Луисвиллского университета, забил победный гол.
В студенческие годы также выступал в Премьер-лиге развития ЮСЛ: в 2010 и 2012 годах — за клуб «Мичиган Бакс», в 2011 году — за клубы «Сентрал Джерси Спартанс» и «Акрон Саммит Ассолт».

### Клубная карьера
21 декабря 2012 года клуб MLS «Нью-Инглэнд Революшн» подписал с Колдуэллом контракт по правилу доморощенного игрока. Его профессиональный дебют состоялся 16 марта 2013 года в матче против «Филадельфии Юнион». 25 апреля 2015 года в матче против «Реал Солт-Лейк» он забил свой первый гол в профессиональной карьере. По итогам сезона 2015 болельщики «Нью-Инглэнд Революшн» признали Колдуэлла MVP клуба. 1 марта 2016 года игрок продлил контракт с клубом. 28 марта 2019 года Колдуэлл подписал новый многолетний контракт с «Нью-Инглэнд Революшн». По окончании сезона 2021 срок контракта Колдуэлла с «Нью-Инглэнд Революшн» истёк.
12 января 2022 года Колдуэлл на правах свободного агента присоединился к «Реал Солт-Лейк», подписав двухлетний контракт. За РСЛ дебютировал 27 февраля в матче первого тура сезона 2022 против «Хьюстон Динамо», выйдя в стартовом составе. По окончании сезона 2023 срок контракта Колдуэлла с «Реал Солт-Лейк» истёк.
9 февраля 2024 года Скотт Колдуэлл объявил о завершении карьеры после 11 сезонов в MLS.

### Международная карьера
Колдуэлл представлял Соединённые Штаты на уровне сборных до 17 лет и до 18 лет.

### Личная информация
Отец Скотта — Ларри Колдуэлл, был профессиональным футболистом, в сезоне 1975 года выступал в Североамериканской футбольной лиге за клуб «Хартфорд Байсентенниалс». Его старший брат — Кит, играл за футбольную команду Брауновского университета, был выбран клубом «Колорадо Рэпидз» на дополнительном драфте MLS 2006 года, но не смог попасть в состав клуба. Его старшая сестра — Эми, играла за женскую футбольную команду Бостонского колледжа и женскую сборную США до 16 лет. Его старшая сестра — Андреа, играла за женскую футбольную команду Симмонсовского колледжа.
8 июня 2019 года Колдуэлл стал первым действующим профессиональным спортсменом, принявшим участие в бостонском гей-параде.
Колдуэлл являлся членом Исполнительного совета Ассоциации игроков MLS.

## Достижения
Командные
 «Нью-Инглэнд Революшн»
- Победитель регулярного чемпионата MLS: 2021

## Статистика
| Выступление          | Выступление      | Выступление      | Лига | Лига | Плей-офф | Плей-офф | Кубок | Кубок | Континент | Континент | Итого | Итого |
| Клуб                 | Лига             | Сезон            | Игры | Голы | Игры     | Голы     | Игры  | Голы  | Игры      | Голы      | Игры  | Голы  |
| -------------------- | ---------------- | ---------------- | ---- | ---- | -------- | -------- | ----- | ----- | --------- | --------- | ----- | ----- |
| Нью-Инглэнд Революшн | MLS              | 2013             | 29   | 0    | 2        | 0        | 2     | 0     | —         | —         | 33    | 0     |
| Нью-Инглэнд Революшн | MLS              | 2014             | 26   | 0    | 5        | 0        | 3     | 0     | —         | —         | 34    | 0     |
| Нью-Инглэнд Революшн | MLS              | 2015             | 34   | 2    | 1        | 0        | 1     | 0     | —         | —         | 36    | 2     |
| Нью-Инглэнд Революшн | MLS              | 2016             | 32   | 0    | —        | —        | 5     | 0     | —         | —         | 37    | 0     |
| Нью-Инглэнд Революшн | MLS              | 2017             | 33   | 1    | —        | —        | 2     | 0     | —         | —         | 35    | 1     |
| Нью-Инглэнд Революшн | MLS              | 2018             | 24   | 2    | —        | —        | 1     | 0     | —         | —         | 25    | 2     |
| Нью-Инглэнд Революшн | MLS              | 2019             | 20   | 0    | 1        | 0        | 2     | 0     | —         | —         | 23    | 0     |
| Нью-Инглэнд Революшн | MLS              | 2020             | 18   | 0    | 4        | 0        | —     | —     | —         | —         | 22    | 0     |
| Нью-Инглэнд Революшн | MLS              | 2021             | 13   | 0    | 0        | 0        | —     | —     | —         | —         | 13    | 0     |
| Нью-Инглэнд Революшн | Итого            | Итого            | 229  | 5    | 13       | 0        | 16    | 0     | —         | —         | 258   | 5     |
| Реал Солт-Лейк       | MLS              | 2022             | 26   | 0    | 1        | 0        | 1     | 0     | 1         | 0         | 29    | 0     |
| Реал Солт-Лейк       | MLS              | 2023             | 4    | 0    | 0        | 0        | 1     | 0     | 0         | 0         | 5     | 0     |
| Реал Солт-Лейк       | Итого            | Итого            | 30   | 0    | 1        | 0        | 2     | 0     | 1         | 0         | 34    | 0     |
| Всего за карьеру     | Всего за карьеру | Всего за карьеру | 259  | 5    | 14       | 0        | 18    | 0     | 1         | 0         | 292   | 5     |

Источники: Transfermarkt, Soccerway, Football Database EU.